# Strauchiger Strandflieder
Der Strauchige Strandflieder (Limonium fruticans) ist eine Pflanzenart aus der Gattung der Strandflieder (Limonium).

## Merkmale
Der Strauchige Strandflieder ist eine ausdauernde krautige Pflanze, die Wuchshöhen von 20 bis 50 Zentimeter erreicht. Der Stängel ist kaum geflügelt. Im Blütenstand weist er stumpfe Anhängsel auf. Die Blätter sind gestielt, eiförmig, schwach gewellt und kahl. Der Kelch ist blauviolett. Die Blüten sind weiß.
Die Blütezeit reicht von Februar bis April.
Die Chromosomenzahl beträgt 2n = 14.

## Vorkommen
Der Strauchige Strandflieder ist auf der Kanaren-Insel Teneriffa endemisch. Die Art wächst in Küstennähe.